# Petko Miletić
Petko Miletić (7. ožujka 1897. – SSSR, 1943.), bio je jugoslavenski komunistički revolucionar. U ilegalnoj KPJ početkom 1930-ih godina pripadao je radikalno lijevom krilu.

## Životopis
Za vrijeme boravka u tamnici u Lepoglavi inzistirao je na metodama klasne borbe izazivajući sukobe sa stražarima, što dovodi do prebijanja komunista i dodatnih kazni (vidi: Sukobi komunista na robiji). 
Zbog toga se sukobio s komunističkim zatvorenicima tzv. "desne frakcije" koji su takve metode osuđivali kao besmisleno trošenje snaga. Najznačajniji među njima bili su Andrija Hebrang, na kojeg je jedna grupa njegovih pristaša, nazvanih petkovci, 6. kolovoza 1937. godine, izvršila pokušaj atentata, letvama, u dvorištu srijemskomitrovačke kaznionice, i Moša Pijade. Sukobio se i s Josipom Brozom Titom, koji je 1934. godine bio izašao s robije i u jednom članku osudio bespotrebno izazivanje sukoba. Zbog svojeg nepopustljivog stava, Miletić je stekao slavu heroja među komunistima-robijašima u Srijemskoj Mitrovici. Bilo ih je oko 150 i činili su najjaču partijsku organizaciju u Jugoslaviji.
Josip Broz je u prosincu 1937. godine iz Pariza uputio apel komunistima u srijemskomitrovačkoj kaznionici, ukazujući da kaznioničko rukovodstvo svjesno sabotira odluke i liniju CK KPJ. Ova frakcijska djelatnost prenosi se i van zatvora i suprotna je s linijom Sedmog kongresa Komunističke internacionale.
Sredinom 1938. godine, kada je Miletić već bio izašao s robije, Moša Pijade uspio je, kao povjerenik imenovan od Josipa Broza, formirati novi Kaznionički komitet iz kojeg su petkovci isključeni.
Miletić je, odmah nakon izlaska iz zatvora, uz pomoć bugarskih komunista koji su bili jako utjecajni u Kominterni, otišao u Moskvu. Tamo je optužio
Tita da je trockist. Bio je međutim sam uhićen, i zatim je nestao u staljinističkim čistkama. (vidi članak Josip Broz Tito: Odnos prema SSSR-u i staljinizmu.) Njegovi rigidni stavovi došli su u sukob s linijom Kominterne, koja je na svojem VII. Kongresu 1935. godine glavnim neprijateljem proglasila fašizam i nacizam te prihvatila politiku stvaranja pučke fronte lijevih stranaka protiv njihove prijetnje.
Priopćenje o isključenju Miletića iz Partije kao "izdajnika" bilo je objavljeno tek naknadno, svibnja 1939. godine. Umro je u gulagu u Sibiru u siječnju 1943. godine. Postoji i tvrdnja kako nije bio likvidiran, nego je preživio Sibir i umro tek 1971. godine.
Po tvrdnji Josipa Kopiniča Miletić je surađivao s jugoslavenskom policijom još od 1920. godine, kada se predao žandarmeriji u Crnoj Gori, nakon ustanka Vukašina Markovića. »Kuda je on kao instruktor CK KPJ odlazio, s njim je dolazila policija i hapsila sve redom.« (Marić, str. 121.)

## Petkovci
Njegovi pristaše, poznati kao "petkovci", nastavili su djelovati unutar KPJ. Među njegovim pristašama na robiji bio je i Milovan Đilas, koji je međutim kasnije, nakon početka Narodnooslobodilačkog rata 1941. godine, odbijao primiti petkovce u partizane i čak ih davao strijeljati, a 1950-ih postao je pristaša liberalne demokracije i jedan od najpoznatijih komunističkih disidenata u svijetu.